# Игнаткин, Фёдор Семёнович
Фёдор Семёнович Игнаткин (1904—1970) — сержант Рабоче-крестьянской Красной Армии, участник Великой Отечественной войны, Герой Советского Союза (1945).

## Биография
Фёдор Игнаткин родился в 1904 году в деревне Савино (ныне — Людиновский район Калужской области). Получил начальное образование, после чего работал на Людиновском машиностроительном заводе. В июне 1941 года Игнаткин был призван на службу в Рабоче-крестьянскую Красную Армию. С августа того же года — на фронтах Великой Отечественной войны. К апрелю 1945 года сержант Фёдор Игнаткин командовал отделением 366-го стрелкового полка 126-й стрелковой дивизии 54-го стрелкового корпуса 43-й армии 3-го Белорусского фронта. Отличился во время штурма Кёнигсберга.
8-9 апреля 1945 года в уличных боях в Кёнигсберге отделение Игнаткина штурмом овладело несколькими зданиями, уничтожило либо захватило в плен несколько десятков немецких солдат и офицеров, захватило большое количество вооружения и других трофеев.
Указом Президиума Верховного Совета СССР от 19 апреля 1945 года сержант Фёдор Игнаткин был удостоен высокого звания Героя Советского Союза с вручением ордена Ленина и медали «Золотая Звезда».
В 1945 году Игнаткин был демобилизован. Вернулся на родину, работал на Людиновском тепловозостроительном заводе. Скончался 10 июля 1970 года.
Был также награждён орденом Славы 3-й степени и рядом медалей.
Похоронен в городе Людиново Калужской области.